# Tom Corcoran (Politiker)

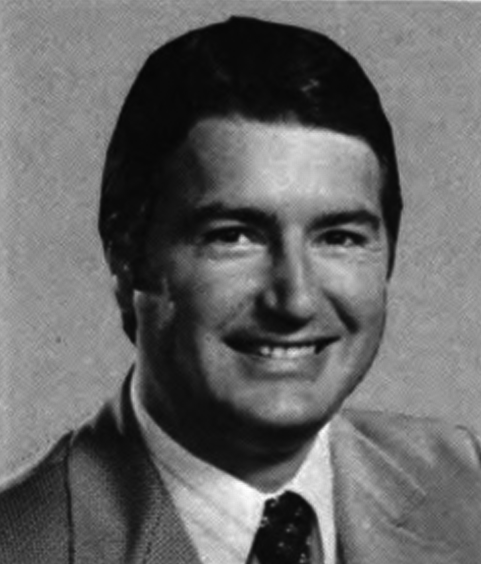
Tom Corcoran

Thomas Joseph „Tom“ Corcoran (* 23. Mai 1939 in Ottawa, Illinois) ist ein US-amerikanischer Politiker. Zwischen 1977 und 1984 vertrat er den Bundesstaat Illinois im US-Repräsentantenhaus.

## Werdegang
Tom Corcoran besuchte die öffentlichen Schulen seiner Heimat einschließlich der Marquette High School, die er im Jahr 1957 absolvierte. Danach studierte er bis 1961 an der University of Notre Dame in Indiana und dann bis 1962 an der University of Illinois sowie bis 1963 an der University of Chicago. Zwischen 1963 und 1965 diente Corcoran in der US Army. Nach seiner Militärzeit beendete er seine Studienzeit im Jahr 1967 an der Northwestern University. Gleichzeitig schlug er als Mitglied der Republikanischen Partei eine politische Laufbahn ein. Zwischen 1969 und 1972 leitete er die Vertretung des Staates Illinois in der Bundeshauptstadt Washington, D.C. In den Jahren 1973 und 1974 arbeitete er für den Präsidenten des Senats von Illinois. Von 1974 bis 1976 war er Vizepräsident der Firma Chicago-North Western Transportation Co.
Bei den Kongresswahlen des Jahres 1976 wurde Corcoran im 15. Wahlbezirk von Illinois in das US-Repräsentantenhaus in Washington gewählt, wo er am 3. Januar 1977 die Nachfolge von Tim Lee Hall antrat. Nach drei Wiederwahlen konnte er bis zu seinem Rücktritt am 28. November 1984 im Kongress verbleiben. Seit 1983 vertrat er dort als Nachfolger von John N. Erlenborn den 14. Distrikt seines Staates. 1984 bewarb sich Corcoran erfolglos um die Nominierung seiner Partei für die Wahlen zum US-Senat. In den Jahren 1984 und 1985 war er Vorstandsmitglied der dann aufgelösten Firma United States Synthetic Fuels Corporation.